# Don't Smile at Me
Don't Smile at Me är en EP av den amerikanska musikern Billie Eilish, släppt den 11 augusti 2017. Hennes bror Finneas O'Connell och Emitt Fenn producerade Don't Smile at Me.
Musikkritikern Robert Christgau gav EPn B+ i betyg.

## Låtlista
Alla låtar skrevs av Billie Eilish och Finneas O'Connell, där inget annat anges.
1. "Copycat" - 3:13
2. "Idontwannabeyouanymore" - 3:23
3. "My Boy" - 2:50
4. "Watch" (F. O'Connell) - 2:58
5. "Party Favor" - 3:25
6. "Bellyache" - 3:00
7. "Ocean Eyes" (F. O'Connell) - 3:20
8. "Hostage" - 3:48
9. "&Burn" (F. O'Connell, Vincent Staples) - 2:59